# Jornada dos Vassalos

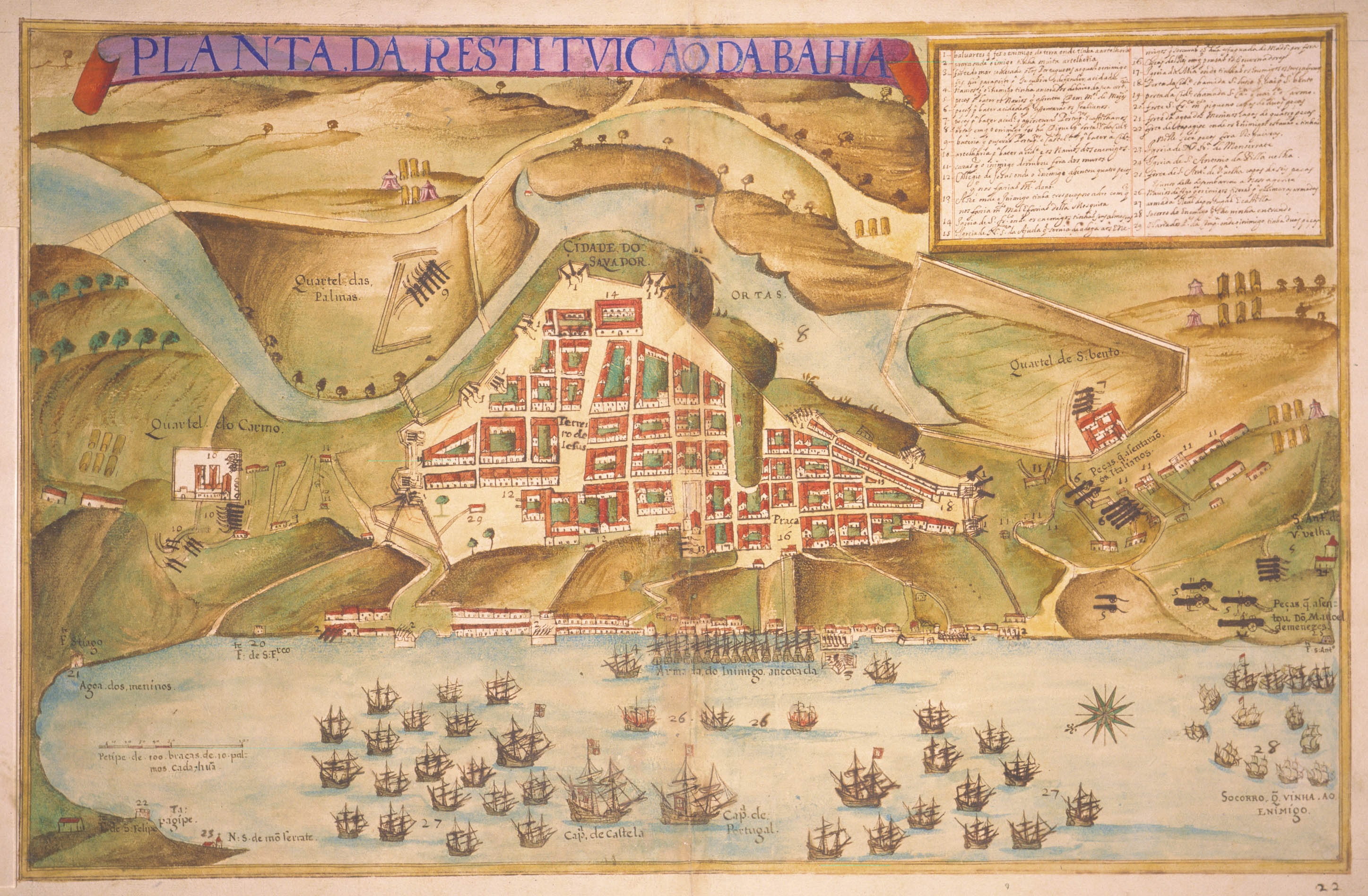
"Planta da restituição da Bahia" do atlas Estado do Brasil, João Teixeira Albernaz, o Velho, 1631

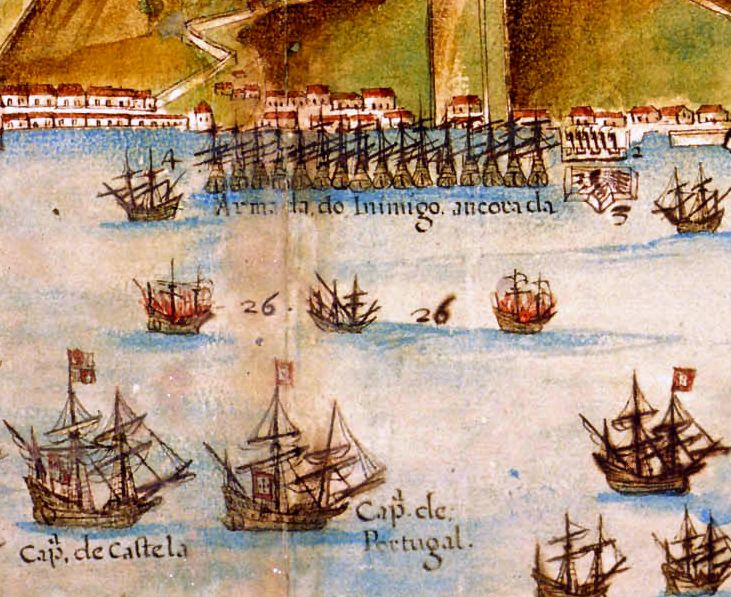
"Planta da restituição da Bahia" de João Teixeira Albernaz: detalhe

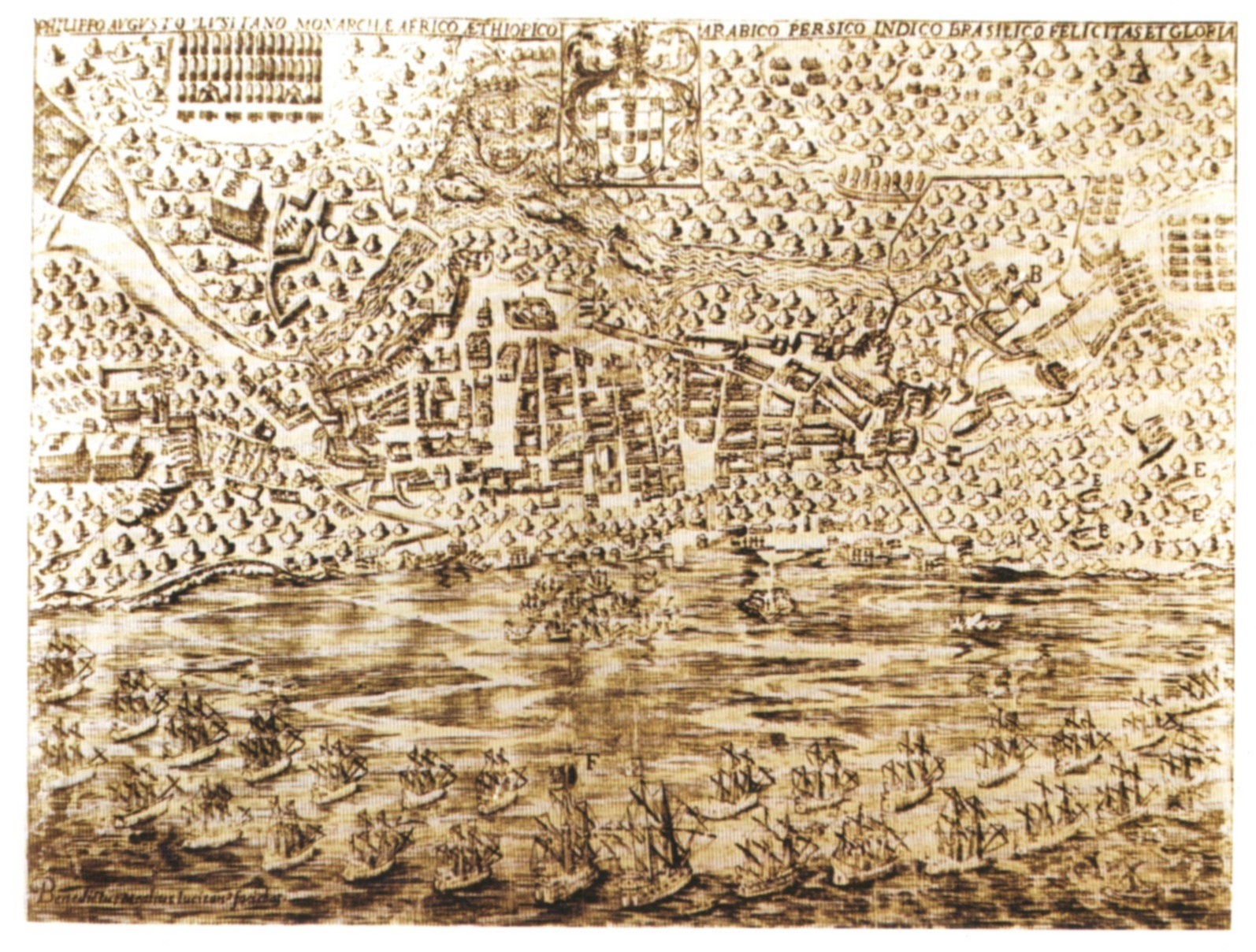
"Jornada dos Vassalos da Coroa de Portugal" (Benedictus Mealius Lusitanus, 1625): em primeiro plano, a Armada Luso-Espanhola.

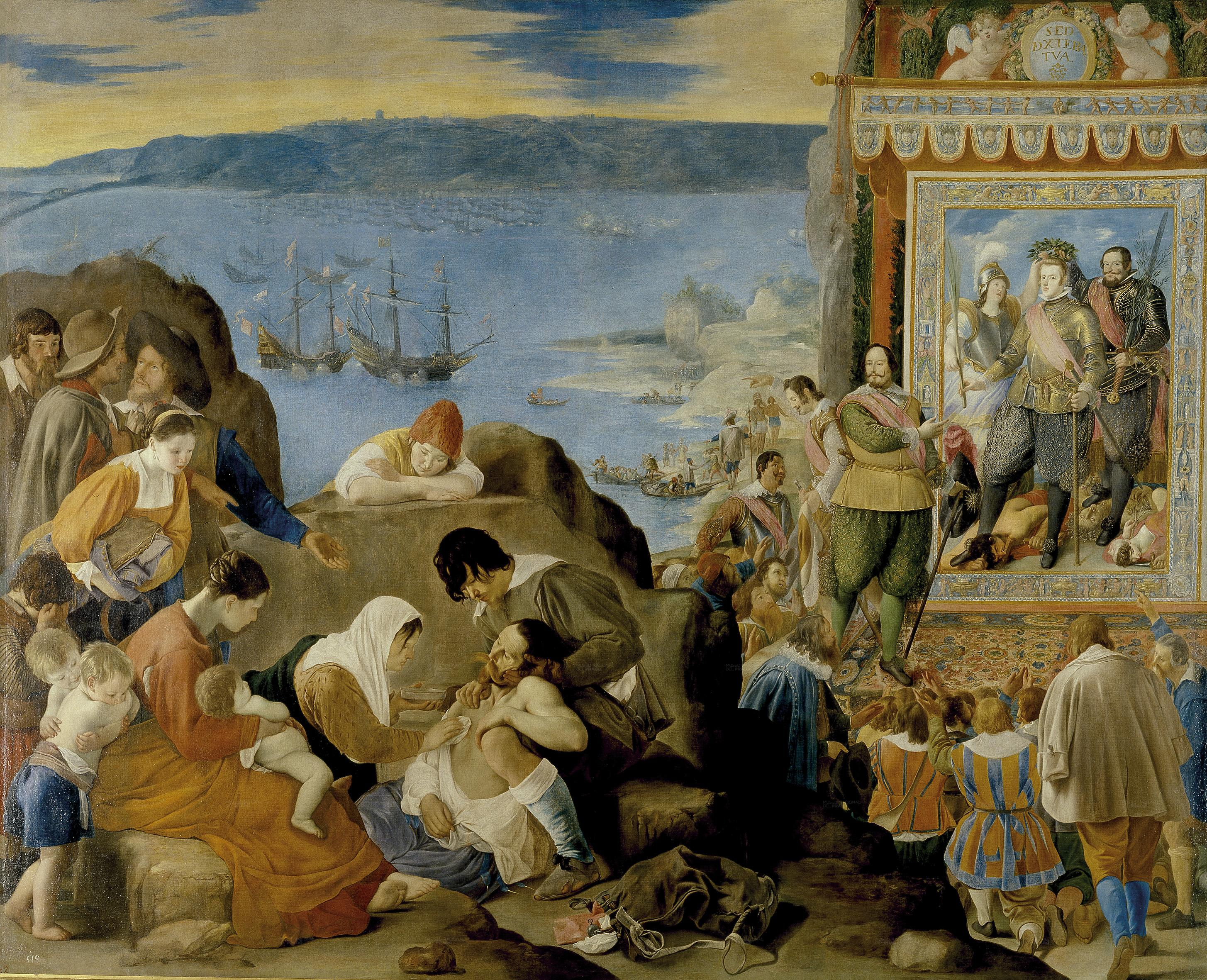
"La Recuperación de Bahía (Juan Bautista Maíno, 1635).

Jornada dos Vassalos ou Restauração da Bahia é a denominação dada à expedição de uma poderosa armada luso-espanhola, enviada em 1625 pelo governo da União Ibérica, no tempo do rei Filipe III de Portugal, para reconquistar Salvador da Bahia, então capital do Estado do Brasil, no contexto da primeira das invasões holandesas do Brasil.
Constituiu-se na maior Armada até então enviada ao hemisfério sul, integrada por cinquenta e dois navios transportando quase catorze mil homens, sob o comando de D. Fadrique de Toledo Osório, Capitão Geral da Armada do Brasil. Esses navios bloquearam o porto de Salvador, obtendo a rendição holandesa e a sua retirada a 1 de maio desse ano.

## História
Em 1624 a Companhia Holandesa das Índias Ocidentais (WIC), criada em 1621, havia atacado a capital do Estado do Brasil, esperando com isso assenhorear-se da Região Nordeste e seu açúcar. Na ocasião. o Governador-Geral, Diogo de Mendonça Furtado, foi capturado e o governo passou para as mãos de Johan van Dorth. A resistência reorganizou-se a partir do Arraial do rio Vermelho, contendo os invasores no perímetro urbano de Salvador.
A revolta contra os invasores foi tomando corpo, a partir das resistências locais. Após quase um ano de ocupação, a situação dos invasores era dramática. A falta de alimentos fomentava doenças e muitas insatisfações. O comando das tropas julgava-se esquecido pela Companhia das Índias que não enviava mantimentos e tropas frescas. O golpe de misericórdia nas aspirações batavas chegou na quinta-feira santa de 1625, dia 27 de março, com a aproximação rumo ao porto de Salvador de uma poderosa força naval de 56 vasos de guerra, mais de um milhar de peças de artilharia e cerca de 12 mil soldados, entre forças portuguesas, castelhanas e napolitanas. Essa força ficou eternizada como Jornada dos Vassalos, por conta da quantidade considerável de nobres que embarcaram, todos sob o comendo do militar espanhol D. Fadrique de Toledo Y Osório. Mas engana-se quem acha que os batavos se renderam à primeira visão de uma esquadra tão numerosa e bem municiada. Os poucos mais de dois mil holandeses empreenderam uma encarniçada resistência aos restauradores, só começando a fraquejar depois de quase um mês de intenso bombardeio da cidade e uma onda de deserções nas suas tropas, sobretudo de mercenários tedescos, franceses e ingleses. E ainda houve tempo para um amotinamento da tropa restante, insatisfeita e certamente já desejosa de uma rendição. A 30 de abril de 1625 a capitulação foi assinada pelos comandantes das forças envolvidas. Aos holandeses foi garantida uma retirada sem serem molestados, embarcando para a Europa. Aos escravos e homens livres que colaboraram com o invasor não houve essa complacência: todos pereceram na forca.
No ano seguinte (1625), alarmada com a ameaça da perda da lucrativa produção de açúcar e para pacificar os portugueses, cujo império se vinha reduzindo sob a Dinastia Filipina, a Coroa espanhola enviou uma poderosa armada combinada, sob o comando de D. Fadrique de Toledo Osório,  e para a parte portuguesa, do general das armadas da costa de Portugal D. Manuel de Meneses, à qual se uniram sete caravelas da Capitania de Pernambuco sob o comando de Francisco de Moura Rolim.
Em Pernambuco e em Portugal haviam sido preparadas expedições de socorro, que precederam a esquadra luso-espanhola. Matias de Albuquerque, Governador da Capitania de Pernambuco, foi nomeado Governador-Geral, enviando de Olinda expressivos reforços para a guerrilha sediada no Arraial do rio Vermelho e no Recôncavo. Já Salvador Correia de Sá e Benevides seguira num comboio de 30 navios comandando a nau Nossa Senhora da Penha de França, com combatentes e mantimentos. No Rio de Janeiro recebera do Governador, seu pai, a incumbência de recrutar homens na capitania de São Vicente antes de rumar à Bahia. Nesta expedição, arriscada diante do domínio neerlandês dos mares, recrutou cerca de 200 homens, embarcados em duas caravelas e três canoas de guerra, e rumou a Salvador. Na Bahia, tendo chegado poucos dias antes ao campo dos invasores, distinguiu-se na conquista da praça a 1 de Maio de 1625. Na vitória teve também um papel destacado a destreza dos índios arqueiros trazidos por Salvador de Sá dos aldeamentos de jesuítas das Capitanias do Rio de Janeiro e São Vicente.
O enorme gasto da WIC com a fracassada invasão a Salvador foi recuperado quatro anos mais tarde, num audacioso ato de corso quando, no mar do Caribe, o Almirante Piet Heyn, a serviço da WIC, interceptou e saqueou a frota espanhola que transportava o carregamento anual de prata extraída nas colônias americanas, permitindo uma nova invasão, desta vez à Capitania de Pernambuco, que se estendeu de 1630 a 1654.

## Testemunhos
A invasão neerlandesa de 1624-1625 a Salvador teve o testemunho de personalidades como o padre António Vieira. Na Bahia desde os seis anos de idade, ingressara na Companhia de Jesus como noviço em Maio de 1623 e, em 1624, quando da invasão, refugiara-se no interior da capitania onde iniciou a vocação missionária. Estes confrontos terão influenciado a sua posição quanto à questão da Região Nordeste do Brasil.
Frei Vicente do Salvador, aprisionado em Salvador pelos invasores até à sua retomada, terá ouvido a narração dos acontecimentos do próprio Salvador de Sá em 1625, deixando o seu testemunho na sua "Historia do Brazil" (1627).
D. Manuel de Meneses, general da Armada de Portugal capitaneava a parte portuguesa (maioritária) da expedição. Escreveu a sua Relação da Restauração da Bahia em o anno de 1625, que apenas foi editada em 1859, por Francisco Adolfo de Varnhagen "a quem a fortuna deparára o original inedito em Madrid; e que depois de copiada e por elle conferida, foi enviada ao Instituto histórico do Brasil, e por este mandada publicar" (Inocêncio Francisco da Silva): saiu na Revista Trimensal, vol. XXII, pag. 357 a 412, e continuada da pag. 526 a 533.
A não publicação da relação duma vitória que na época deu ocasião a muito grandes regozijo (lembremos o quadro de Juan Bautista Maíno: "La recuperación de Bahía", e a peça de teatro de Lope de Vega: "El Brasil restituido"), vitória contada por um dos seus mais importantes capitães,  tem algo de estranho: a solução desse enigma encontra-se sem dúvida no que Carlos Ziller Camenietzki  e Gianriccardo Grassia Pastore chamaram a "Guerra de tintas" . A publicação da relação de D. Manuel não foi autorizada; efectivamente esta vitória deu lugar a uma guerra textual entre os portugueses e os espanhóis. Lembremos que na época Portugal estava sob dominação espanhola, uma dominação não oficial já que Portugal e Espanha eram dois reinos com um só rei numa configuração denominada de União Pessoal. Mas a dominação era efectiva e os fidalgos portugueses afastados dos lugares de comando essenciais manifestaram-se  nessa ocasião, cada campo relevando o seu papel na vitória. D. Manuel não escapava a essa contenda, a sua relação mostrando em várias reflexões a sua frustração e a dos portugueses, por exemplo no momento da redição da Cidade, onde foram os castelhanos autorizados a entrar em primeiro.
O governo da Monarquia Católica percebeu o problema. Diante do andamento da guerra de tintas, o Conselho de Estado de D. Felipe IV não se furtou a tomar medidas voltadas à contenção dos ânimos: "a multiplicação de relações, crônicas e histórias do feito de Salvador foi proibida.
Partes desta relação encontram-se no artigo sobre D. Manuel de Meneses, assim como uma explicação mais detalhada da Guerra de Tintas.